# Planul de acțiune pentru nivelul 1 PBIS
Planul de acțiune pentru nivelul 1 PBIS reprezintă lista de pași, cu detalierea timpului și resurselor, necesari pentru atingerea obiectivelor PBIS de nivel 1 asumate la nivelul unei unități de învățământ.

## Context
Politicile educative PBIS au ca principal scop îmbunătățirea comportamentului elevilor, în sensul: creșterii performaței școlare și a siguranței; creării unui mediu școlar pozitiv. Printr-o abordare multi-nivel, aceste politici urmăresc să adreseze așteptările generale ale elevilor privind un mediu școlar propice (nivelul I), precum și nevoile specifice ale elevilor în situații de risc (nivelurile II și III). Istoric, aceste politici au apărut ca un răspuns (dintr-o perspectivă polar opusă) la politicile de tip toleranță-zero (care favorizează aplicarea unor practici disciplinare specifice bazate pe excludere – detenția la școală, suspendarea temporară, exmatricularea), care urmăresc să separe elevii-problemă de colegii lor.
Evaluările acestui model au reliefat următoarele: 
- rezultatele școlare la nivel de școală primară, gimnazială și liceu sunt semnificativ mai ridicate față de grupul de control (evaluare realizată pe parcursul a nouă ani, la nivelul a 21 de școli, comparativ cu 28 de școli ca grup de control) [1] ;

- implementarea PBIS a dus la reducerea frecvenței actelor de violență în rândul tinerilor; îmbunătățirea abilităților privind concentrarea, relaționarea cu ceilalți și controlul emoțional (37 de școli evaluate, pe parcursul a patru ani).[2]

## Structură
Formatul uzual al planului de acțiune conține trei componente: secțiune introductivă, secțiune planificare, secțiune etape.

### Secțiunea introductivă

Secțiunea introductivă a planului de acțiune pentru nivelul 1 PBIS

Secțiunea introductivă conține următoarele:
- date despre unitate: denumire, adresă, date de contact, director, formatori PBIS,

- date despre organizare: când au loc întâlnirile periodice ale echipei de conducere/frecvența acestora; locația;  scopul echipei.

- date despre roluri: prezintă într-o formă tabelară date despre membrii echipei de conducere: nume, denumire post, rol în echipă, date de contact.

- evaluare risc: la nivelul întregii școlii; zone în afara claselor; clase cu risc mai ridicat; persoane cu risc mai ridicat.

### Secțiunea planificare
Secțiunea planificare detaliază modul în care etapele implementării programului PBIS, asumate de către unitatea de învățământ, sunt puse în practică prin acțiuni specifice.

Formatul uzual al secțiunii de planificare a acțiunilor

Forma tabelară a acestei secțiuni cuprinde informații despre: denumire acțiune; responsabil(i); data de început pentru fiecare acțiune; data de finalizare pentru fiecare acțiune; data evaluării fiecărei acțiuni; modul de evaluare.

### Secțiunea etape
Secțiunea etape evaluează stadiul implementării programului PBIS în unitatea de învățământ și reprezintă punctul de pornire pentru planificarea efectivă a acțiunilor.
Lista uzuală a etapelor este:
1. Stabilirea bazei de colaborare

Secțiunea etape - extras

2. Facilitarea implicării angajaților unității de învățământ
3. Identificarea problemelor
4. Discuții de grup și selecția strategiilor
5. Implementarea programului
6. Monitorizarea, evaluarea și modificarea programului

## Cercetări conexe
În anul 2017, Lisa M. Hagermoser Sanetti, Kathleen M. Williamson, Anna C. J. Long și Thomas R. Kratochwill au publicat un studiu privind creșterea gradului de aplicare de către cadrele didactice a tehnicilor de management al clasei. Referitor la acțiunile legate de formare (detaliate în planul de acțiune la etapa 4, "Discuții de grup și selecția strategiilor" ), s-au evidențiat următoarele: este necesar ca formatorii să asigure cadrelor didactice o asistență continuă în aplicarea metodelor de management al clasei; utilizarea de instrumente de planificare a implementării conduce la o creștere a calității și fidelității implementării; se recomandă realizarea unor ședințe de planificare a implementării, cu o durată minimă de 60 de minute. 
În anul 2019, Jeffrey M. Warren și Gary W. Mauk au realizat o analiză a factorilor de succes ai punerii în practică a rezultatelor cercetării în domeniul îmbunătățirii comportamentelor. În studiul de caz privind implementarea politicilor PBIS, s-a evidențiat faptul că o atenție insuficientă acordată obținerii și menținerii sprijinului angajaților pentru programul PBIS (aspecte detaliate în planul de acțiune la secțiunea 2 "Facilitarea implicării angajaților unității de învățământ") poate crește semnificativ riscul de eșec (parțial sau complet) al programului PBIS. În știința implementării, s-au identificat 3 categorii de factori majori care pot preveni astfel de situații critice: "competența" (recrutare, selecție, formare, aplicare supervizată, consultare, evaluare), "organizarea" (sisteme de date pentru asistență în luarea deciziilor, susținere din partea conducerii, intervenții sistemice) și "conducerea" (cunoștințe, atitudini și abilități de implementare). 